# KOSMA

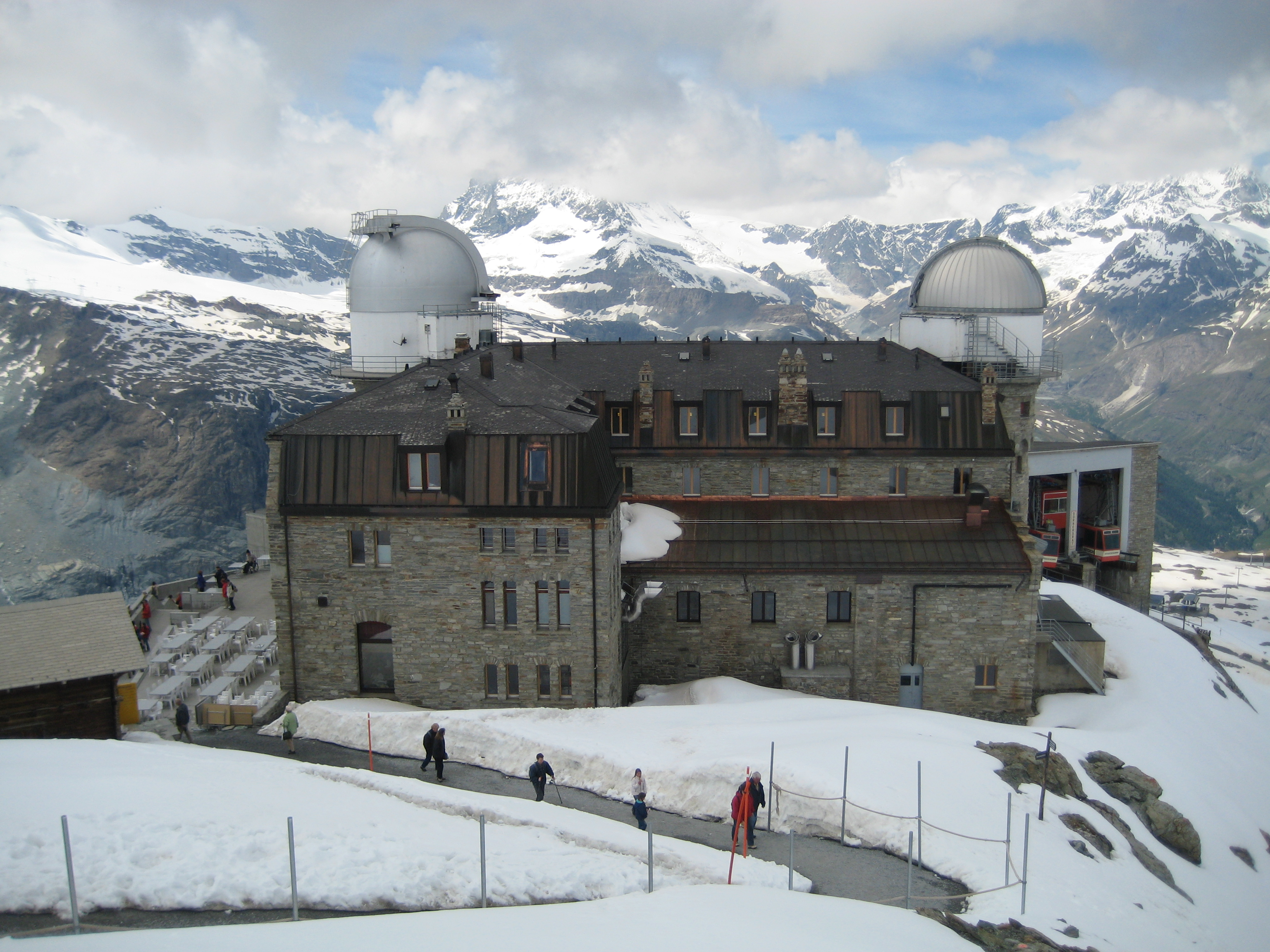
KOSMA und TIRGO

Das Kölner Observatorium für Submillimeter Astronomie (KOSMA) war ein auf dem Gornergrat bei Zermatt in der Schweiz aufgebautes Radioteleskop, das durch das 1. Physikalische Institut der Universität zu Köln im Jahre 1985 aufgebaut wurde. 
Durch die exponierte Lage (3135 m ü. M.) beeinflussten nur wenige atmosphärische Störungen die Forschungsarbeit. Mit dem 3-Meter-Parabolspiegel und den empfindlichen Spektrometern wurden interstellare Molekularverbindungen im Submillimeter-Bereich nachgewiesen. Das KOSMA wurde sowohl durch die Universität zu Köln als auch durch das Argelander-Institut für Astronomie der Universität Bonn betrieben. Im Jahre 1996 wurde der Spiegel komplett erneuert.
Das CCOSMA Teleskop wurde in Yangbajain in Damxung, Tibet, in 4300 m Höhe neu aufgebaut. Anfang 2011 ging es am neuen Standort in Betrieb.